# Завтрак с видом на Эльбрус
«Завтрак с видом на Эльбрус» — российский фильм режиссёра Николая Малецкого, экранизация одноимённой повести Юрия Визбора.

## Сюжет
Экранизация одноимённой повести Юрия Визбора.
Главный герой, московский журналист Павел Денисов, оставил семью ради женщины Ларисы, которую любил больше всего на свете. Но в один прекрасный день она его бросила. Чтобы забыться, Павел бросает работу и едет на Эльбрус, где становится инструктором по горнолыжному спорту. К нему в горы приезжает его друг Сергей, деловой человек по прозвищу «Бревно», чтобы поддержать его в трудную минуту.
В течение нескольких дней Павел большую часть времени проводит со своими подопечными. Одна из них, Елена Владимировна, замужняя женщина, начинает испытывать симпатию к своему инструктору, который этого, казалось, не замечает, но, тем не менее, не прочь поддерживать с ней общение. Чуть погодя она признаётся Павлу в любви и говорит, что сообщила обо всём мужу. Павлу хотя и нравится Елена, но он не решается принять её чувства, поскольку не может забыть Ларису.
Другой подопечный, Слава Пугачёв, который хочет научиться хорошо кататься на лыжах ради установления хороших связей с австрийским бизнесменом, тоже лыжником-любителем, делится с Павлом, что в него в Москве влюбилась какая-то дама, которая недавно разошлась с мужем. Спустя время Павел и Слава на телефонной станции пытаются дозвониться в Москву: Слава — своей новой знакомой, а Павел — Ларисе. Когда диспетчер объявила её номер, то пригласила к телефону Славу. Павлу стало ясно, что его дама, которая в него влюбилась — это Лариса.
Ближе к концу сезона Павлу звонит его начальник Король и вновь приглашает его на работу. Наступает день возвращения домой. В час расставания Елена говорит Павлу, что по-прежнему его любит, невзирая на то, что он отвергает её.
Проходит время. Павел живёт у матери и работает в редакции. Однажды Король знакомит его с иностранцем, хозяином теннисного турнира. Павел договаривается взять у него интервью. Моментом позднее появляется Лариса, ныне жена иностранца.
Возвращаясь домой, Павел внезапно требует остановить троллейбус, чтобы выйти к женщине, у которой сломался автомобиль. Этой женщиной оказывается Елена.

## В ролях
- Игорь Костолевский — Павел Александрович Денисов[2]
- Вера Сотникова[3] — Лариса[2]
- Вера Каншина — Елена Владимировна Костецкая
- Игорь Шавлак — Слава (Вячеслав Иванович) Пугачёв
- Михаил Филиппов[4] — Сергей Маландин, «Бревно», друг Павла, бизнесмен
- Альберт Филозов — Сергей Николаевич Барбаш
- Вениамин Смехов — Король, главный редактор
- Наталья Рычагова — Наташа Уварова
- Михаил Гамулин — Алик
- Андрей Сухарь — Аскольд
- Татьяна Рудина — Галина Куканова
- Владимир Епископосян — Джумбер, спасатель
- Юрий Саранцев — Уваров
- Светлана Коновалова — мать Павла

## Съёмочная группа[1][5]
- Режиссёр: Николай Малецкий
- Продюсер: Семен Рябиков
- Сценаристы: Николай Малецкий, Евгений Богатырёв, Юрий Мороз
- Оператор: Анатолий Гришко
- Композитор: Геннадий Гладков

## Восприятие
- Номинация на премию «Ника» за 1993 год в категории «Лучший продюсер» (Семён Рябиков)[6][7].

Киновед Александр Фёдоров счёл картину в целом неудачной. По его мнению, перенеся действие повести в 90-е, создатели фильма не смогли избежать многих временных нестыковок. Фёдоров раскритиковал режиссуру  Малецкого, но при этом смог найти положительные моменты в игре Костолевского.